# Ditaxis guatemalensis
Ditaxis guatemalensis är en törelväxtart som först beskrevs av Johannes Müller Argoviensis, och fick sitt nu gällande namn av Ferdinand Albin Pax och Käthe Hoffmann. Ditaxis guatemalensis ingår i släktet Ditaxis och familjen törelväxter.

## Underarter
Arten delas in i följande underarter:
- D. g. barrancana
- D. g. guatemalensis